# Кирк, Томми
В Википедии есть статьи о других людях с таким именем и фамилией, см. Кирк, Томас.
То́мми Кирк (англ. Tommy Kirk; 10 декабря 1941, Луисвилл, Кентукки — 28 сентября 2021, Лас-Вегас, Невада) — американский актёр кино и телевидения, менее известен как певец.

## Биография
Томас Харви Кирк родился 10 декабря 1941 года в Луисвилле (штат Кентукки, США). Отца звали Луис Элджо Кирк, он работал авиамехаником; мать — Люси Лорена Дэй, работала стенографисткой; было три брата. Когда Томми было 15 месяцев, семья переехала на другой конец страны, в город Дауни (штат Калифорния).
В 1954 году 12-летний Томми Кирк вместе со своим братом Джо был приглашён в Театр Пасадины (город Пасадина) для прослушивания на небольшую роль в готовящейся постановке Ah, Wilderness! Джо проиграл свою роль Бобби Дрисколлу, а Томми кастинг прошёл. В итоге юноша справился со своей ролью (пять строчек текста, за которые ему ничего не заплатили), на представлении присутствовал охотник за талантами, который предложил Томми маленькую роль в эпизоде телесериала TV Reader’s Digest. Молодой человек согласился, и таким образом с 1955 года стал актёром телевидения, а с 1956 года — кинематографа. Работал преимущественно на Walt Disney Studios Motion Pictures.
В 1959 году Кирк был назван The Film Daily «одним из пяти лучших молодых мужчин года» (наряду с Тимом Консидайном, Рики Нельсоном, Эдди Ходжесом и Джеймсом Макартуром).
Кирк с раннего возраста обнаружил, что он гей. Он тщательно это скрывал, чтобы не сломать себе кинокарьеру, но в 1963 году был пойман занимающимся сексом с 15-летним подростком в бассейне в Бербанке. Мать мальчика сообщила о произошедшем Уолту Диснею и тот лично уволил Кирка. Молодой актёр стал работать на American International Pictures, но уже через год получил предложение от Диснея вернуться обратно.
Кирк злоупотреблял алкоголем и принимал наркотики, и в конце 1964 года был арестован за их хранение. Спустя три недели он был признан невиновным, но удар по карьере был нанесён, в частности, из-за этого случая он потерял роль в ставшем весьма известном фильме «Сыновья Кэти Элдер» (заменён Майклом Андерсоном-младшим). Полностью завязал с наркотиками в середине 1970-х годов.
В 1973 году Кирк обучался в Институте театра и кино Ли Страсберга, на обучение и пропитание зарабатывал бассером, так как предложений о съёмках практически не было. После работал шофёром, открыл компанию по чистке ковров.
В 2006 году стал «Легендой Диснея». В том же году вышел на пенсию и поселился в городе Реддинг (Калифорния).
Томми Кирк скончался 28 сентября 2021 года в Лас-Вегасе (штат Невада).

## Избранная фильмография
| - 1957 — Снежная королева — Кай (озвучивание в англоязычном дубляже) - 1957 — Старый Брехун / Old Yeller — Трэвис Коутс - 1959 — Лохматый пёс / The Shaggy Dog — Уилби Дэниелс - 1960 — Швейцарская семья Робинзонов / Swiss Family Robinson — Эрнст Робинзон - 1961 — Рассеянный профессор / The Absent-Minded Professor — Бифф Хок - 1961 — Дети в Стране игрушек / Babes in Toyland — Грумио - 1962 — Лунный пилот / Moon Pilot — Уолтер Толбот - 1962 — Счастливого пути! / Bon Voyage! — Эллиотт Уиллард - 1963 — Сын Флаббера / Son of Flubber — Бифф Хок - 1963 — Дикарь Сэм / Savage Sam — Трэвис Коутс - 1964 — Злоключения Мерлина Джонса / The Misadventures of Merlin Jones — Мерлин Джонс - 1964 — Пижамная вечеринка / Pajama Party — Гоу Гоу - 1965 — Обезьяний дядюшка / The Monkey’s Uncle — Мерлин Джонс - 1965 — Деревня великанов / Village of the Giants — Майк - 1966 — Призрак в невидимом бикини / The Ghost in the Invisible Bikini — Чак Филлипс - 1966 — Нецелованная невеста / The Unkissed Bride — Тед - 1967 — Это мир бикини / It's a Bikini World — Майк и Герберт Самсоны - 1967 — Проказница Каталина / Catalina Caper — Дон Прингл - 1967 — Путь Грома / Track of Thunder — Бобби Гудвин - 1967 — Кровь призрачного ужаса / Blood of Ghastly Horror — лейтенант Кросс - 1995 — Нападение 60-футовых секс-бомб / Attack of the 60 Foot Centerfold — пассажир - 1998 — Билли Франкенштейн / Billy Frankenstein — слепой монах | - 1956 — Видео-театр «Люкс» / Lux Video Theatre — Базз (в эпизоде The Green Promise) - 1956 — Дымок из ствола / Gunsmoke — Джерри Питчер (в эпизоде Cow Doctor) - 1956 — Письмо Лоретте / Letter to Loretta — разные роли (в 2 эпизодах) - 1956—1958 — Дневной спектакль / Matinee Theater — разные роли (в 4 эпизодах) - 1957 — Театр О. Генри / The O. Henry Playhouse — Калифорния (в эпизоде Christmas by Injunction) - 1957 — Калифорнийцы / The Californians — Билли Килгор (в эпизоде Little Lost Man) - 1957 — Клуб Микки Мауса / The Mickey Mouse Club — Джо Харди (в 5 выпусках) - 1959 — Театр 90 / Playhouse 90 — Джек (в эпизоде A Corner of the Garden) - 1959 — Миллионер / The Millionaire — Том Моррисон (в эпизоде Millionaire Charles Bradwell) - 1959 — Отец-холостяк / Bachelor Father — Кип Дэвис (в эпизоде A Key for Kelly) - 1961—1962 — Диснейленд / Disneyland — разные роли (в 4 выпусках) - 1963 — Мистер Новак / Mr. Novak — Тод Ситон (в эпизоде Love in the Wrong Season) - 1964 — Час Альфреда Хичкока / The Alfred Hitchcock Hour — помощник вора (в эпизоде Ten Minutes from Now; в титрах не указан) - 1965 — Вечеринка! / Shindig! — Малкольм Эндрюс (в эпизоде The Wild Weird World of Dr. Goldfoot) - 1968 — Марсу нужны женщины / Mars Needs Women — Доп, марсианин / мистер Фаст, репортёр Seattle Sun - 1969 — Оно живо! / It’s Alive! — Уэйн Томас - 1973 — Улицы Сан-Франциско / The Streets of San Francisco — Роланд Клэридж (в эпизоде Deadline) - 1955, 1958 — Клуб Микки Мауса / The Mickey Mouse Club (в 10 выпусках) - 1957, 1961 — Диснейленд / Disneyland (в 2 выпусках) |

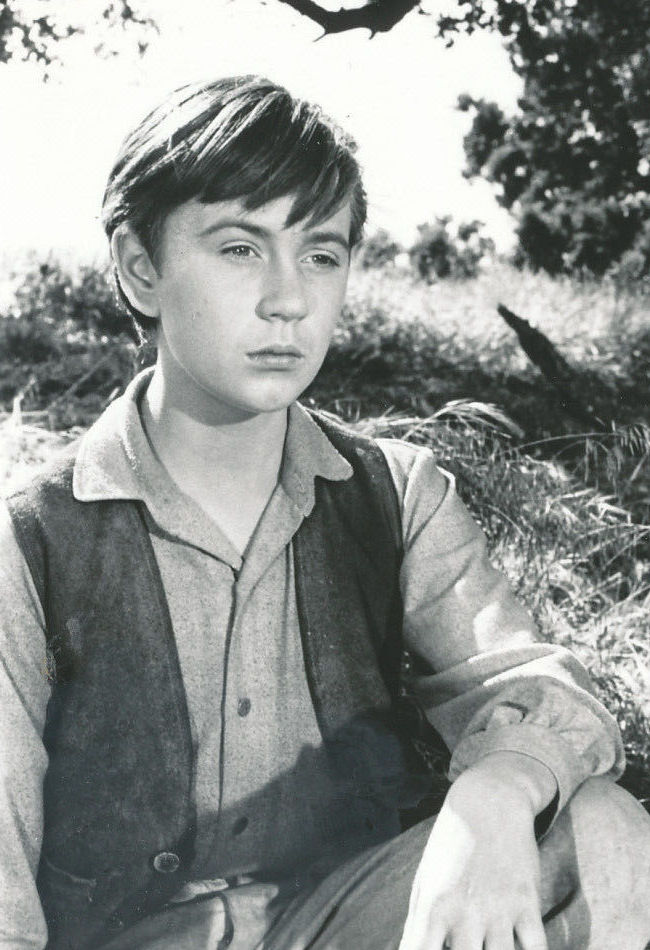
В фильме «Старый Брехун[англ.]» (1957)
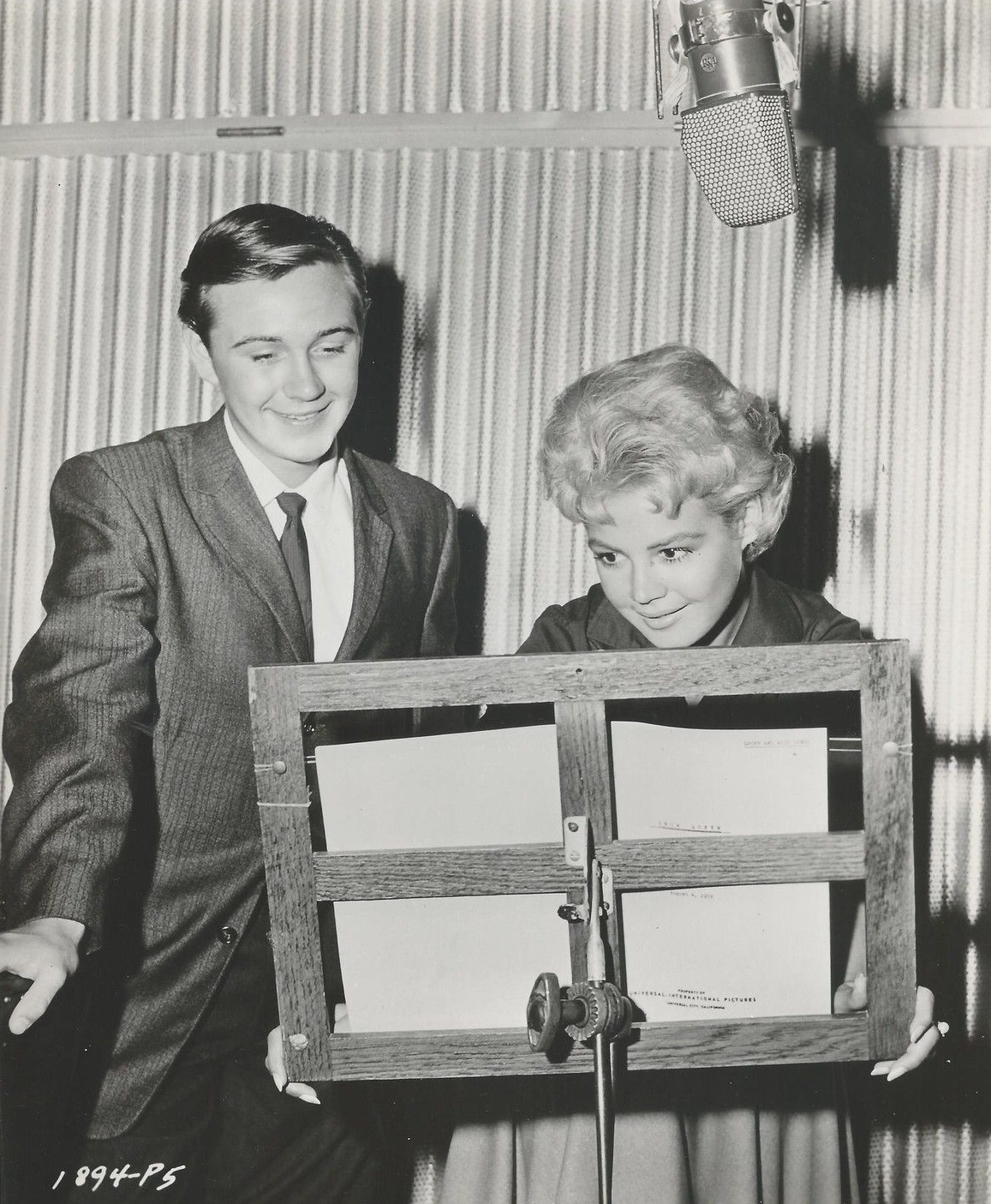
С Сандрой Ди (фото 1960 г.)
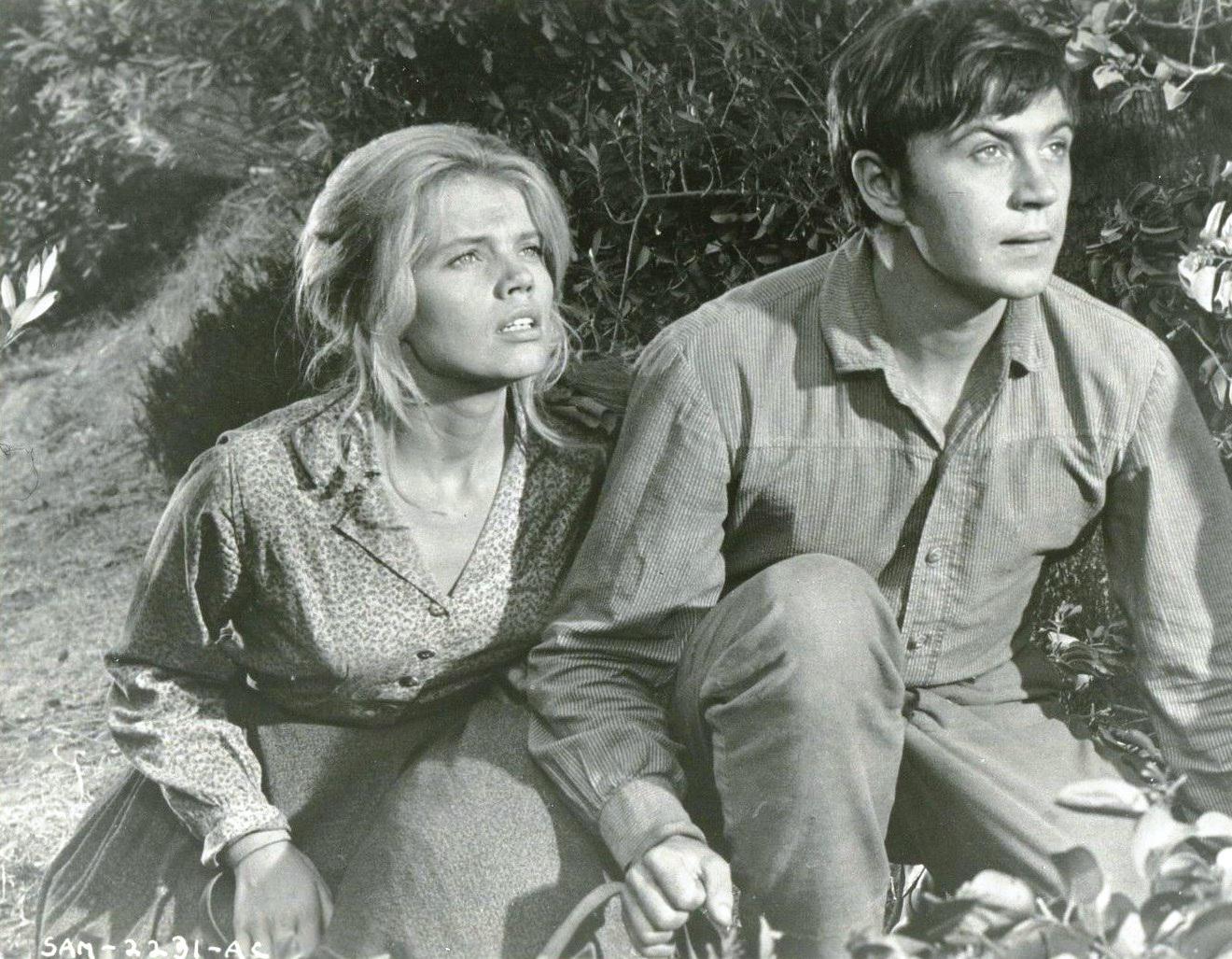
С Мартой Кристен[англ.]* в фильме «Дикарь Сэм[англ.]» (1963)
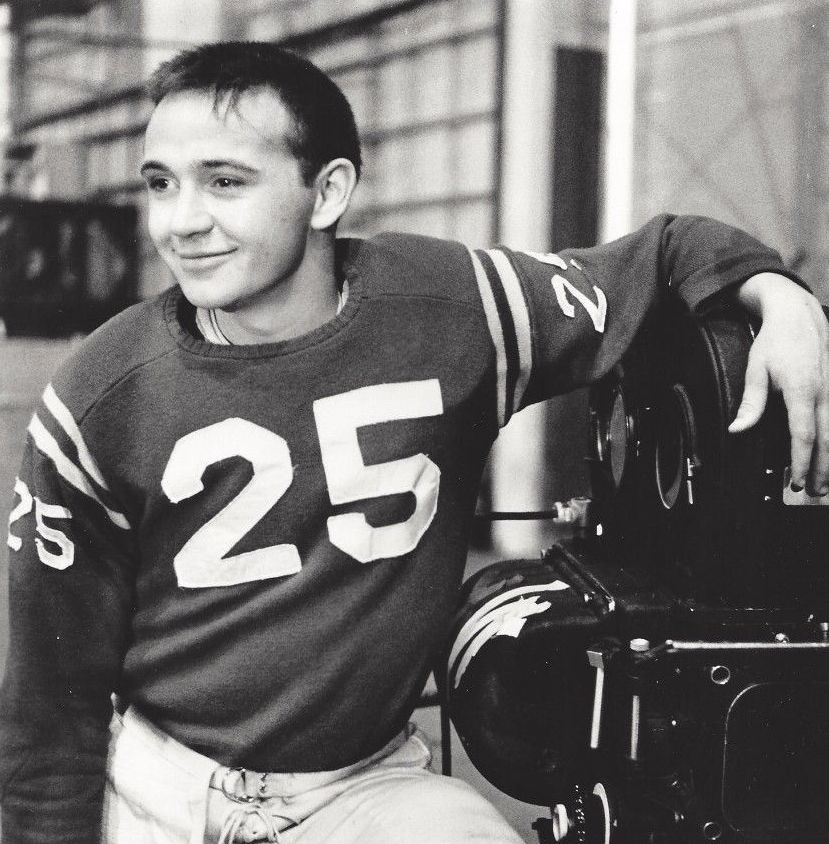
На съёмках фильма «Сын Флаббера[англ.]» (1963)